# Hamersley

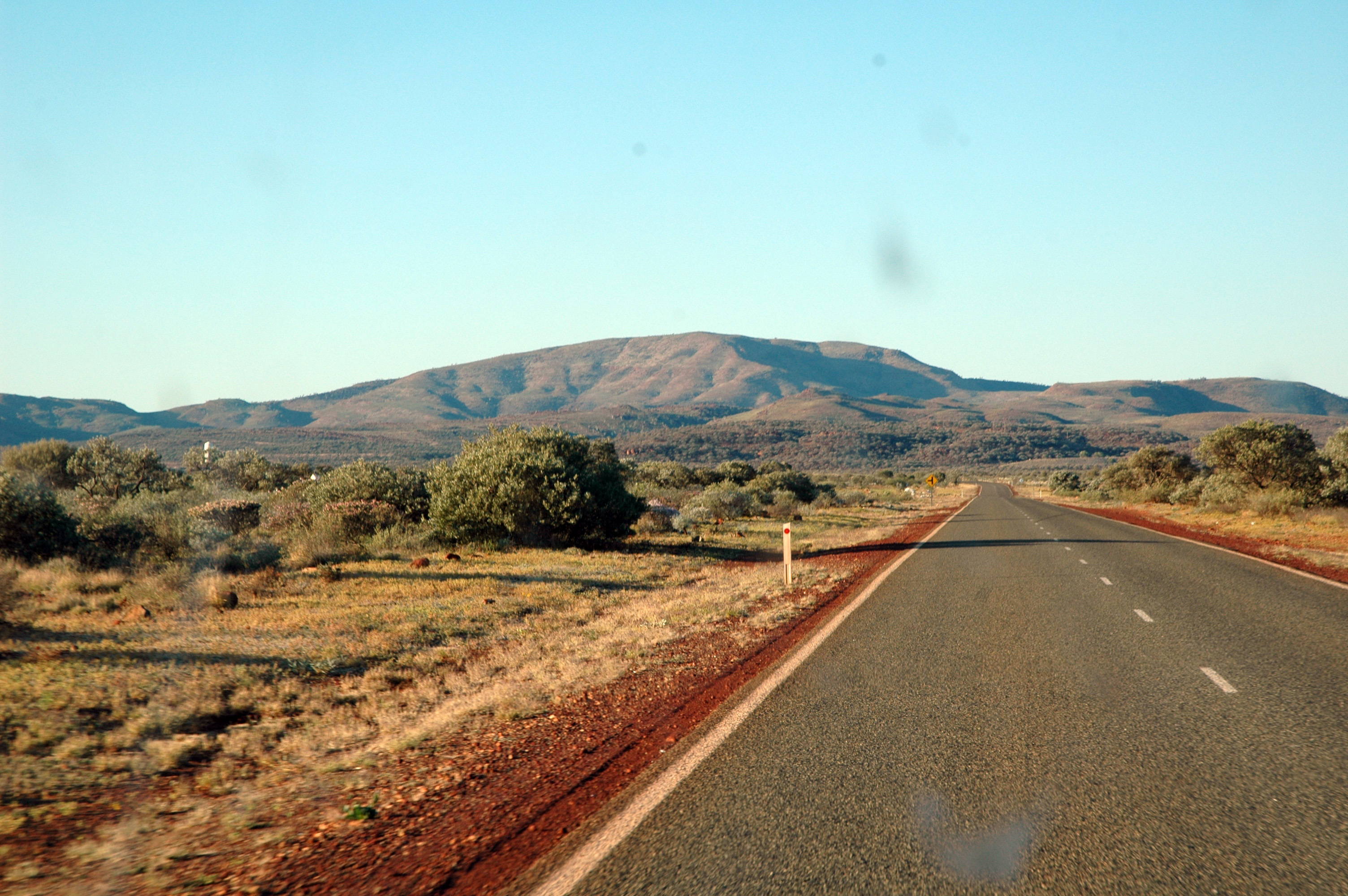
Góry Hamersley w okolicach Paraburdoo

Hamersley – pasmo górskie położone w północno-zachodniej Australii.
Jest to górzysty region, który budują osadowe i wulkaniczne skały prekambryjskie zawierające rudy żelaza, złoto i azbest. Najwyższym szczytem jest Mount Meharry (1249 m n.p.m., najwyższy szczyt Australii Zachodniej), a drugim Bruce (1227 m n.p.m.). Doliny tu występujące są wąskie i głębokie. W Marble Bar (najcieplejszej miejscowości kontynentu) zanotowano aż 160 dni ze średnią dobową temperaturą 38 °C. Występują tu rzeki okresowe. W regionie tym prowadzi się ekstensywną hodowlę bydła z uwagi na jego małą przydatność dla gospodarki rolnej. Na tym obszarze znajduje się Park Narodowy Karijini obejmujący centralną część wyżyny. Jest on ostoją naturalnej fauny (kangur, pies dingo, struś emu).